# Clayton Adams
Clayton Sinnot Adams (* 7. Dezember 1890 in Champaign, Illinois; † 6. April 1965 in Manila, Philippinen) war ein US-amerikanischer Brigadegeneral der US Army.

## Leben
Adams wurde nach dem Besuch des Ausbildungslagers in Fort Sheridan 1917 Reserveoffizier der Infanterie. Während des Zweiten Weltkrieges wurde er im September 1940 in den aktiven Militärdienst berufen und zunächst in den Stab des Adjutant General versetzt, dem obersten Verwaltungsoffizier beim Chef des Stabes des Heeres (Chief of Staff of the Army). Nach seiner Beförderung zum Brigadegeneral (Brigadier-General) am 8. September 1942 wurde er Leiter des Heerespostdienstes (Army Postal Service) und bekleidete diese Funktion bis Dezember 1943. Anschließend wurde er von Dezember 1943 bis zu seiner Entlassung aus dem aktiven Dienst zu den Rückwärtigen Heeres-Diensten (Army Service Forces) versetzt, die neben der Heeresluftwaffe USAAF (US Army Air Forces) und den Landstreitkräften (Army Ground Forces) eine der drei autonomen Teile der Armee der Vereinigten Staaten AUS (Army of the United States) bildete. Für seine Verdienste wurde ihm unter anderem der Legion of Merit verliehen.
Adams war mit Beulah Adams verheiratet und nach seinem Tode auf dem Nationalfriedhof Arlington beigesetzt.